# Puchar Polski (okręg Bydgoszcz) w piłce nożnej mężczyzn (2024/2025)
W sezonie 2024/2025 Puchar Polski na szczeblu okręgowym w okręgu Bydgoszcz składał się z 5 rund, w których wzięły udział zespoły z okręgu bydgoskiego. Rozgrywki miały na celu wyłonienie zdobywcy Okręgowego Pucharu Polski w okręgu Bydgoszcz i uczestnictwo w rozgrywkach szczebla regionalnego województwa kujawsko-pomorskiego w sezonie 2024/2025. 

## Zwycięzcy
Zwycięzcami pucharu zostały drużyny:
- Noteć Gębice
- Unia Solec Kujawski
- Zawisza Bydgoszcz
- Notecianka Pakość
- GLKS Dobrcz
- Pogoń Mogilno
- Wda Świecie
- MUKS CWZS Bydgoszcz

## Runda wstępna
| Gospodarz                  | Wynik        | Gość                            |
| -------------------------- | ------------ | ------------------------------- |
| GLZS Sadki                 | 1-4          | AKP 1996 Skrzetusko (Bydgoszcz) |
| Odrodzeni Cerkwica         | 2-1          | Fuks II Wielowicz               |
| Rodzice-Trenerzy FA Szubin | 2-4          | Gryf II Sicienko                |
| Goplania Inowrocław        | 2-2 (k. 5-3) | AF Brzoza                       |

## I runda
| Gospodarz                       | Wynik        | Gość                                 |
| ------------------------------- | ------------ | ------------------------------------ |
| AKP 1996 Skrzetusko (Bydgoszcz) | 3-3 (k. 2-3) | PG Sport Bydgoszcz                   |
| Odrodzeni Cerkwica              | 0:7          | Gmina Kamień Krajeński               |
| Gryf II Sicienko                | 2:1          | Orzeł Przyłęki                       |
| Goplania Inowrocław             | 0:6          | Dąb Bąkowo/Dąbrowa Biskupia          |
| Victoria Kołaczkowo             | 1:2          | Chemik II Bydgoszcz                  |
| ADP Bydgoszcz                   | 2:7          | Piaski Bydgoszcz                     |
| Skra Paterek                    | 4:4 (k. 1:4) | Zawisza III Bydgoszcz                |
| Iskra Zamość-Rynarzewo          | 2:1          | Gwiazda Bydgoszcz                    |
| Orzeł Bydgoszcz                 | 1:3          | Zieloni Zalesie                      |
| Sędziowie K-PZPN Bydgoszcz      | 2:2 (k. 4:2) | Wisła Fordon (Bydgoszcz)             |
| Dąb Potulice                    | 5:0          | Noteć II Łabiszyn                    |
| Burza Nowa Wieś Wielka          | 2:1          | Victoria Niemcz                      |
| Łokietek Wierzchucin Królewski  | 5:1          | Start Warlubie                       |
| Pomorzanin II Serock            | 7:1          | Gwiazda Bukowiec                     |
| Tęcza Wiąg                      | 4:2          | Fuks Wielowicz                       |
| Myśliwiec Gostycyn              | 3:0          | Cis Cekcyn                           |
| Strażak Przechowo (Świecie)     | 4:6          | Fala Świekatowo                      |
| Czarni Lniano                   | 0:3 (wo.)    | Sokół Nowy Dwór                      |
| Grom Więcbork                   | 0:3 (wo.)    | Victoria Koronowo                    |
| Orłowianka Orłowo               | 8:3          | Kujawskie Pogranicze Jeziora Wielkie |
| Kujawianka Strzelno             | 1:2          | Olimpia Dąbrowa                      |
| Kujawiak Sukowy                 | 6:3          | Sparta Janowiec Wielkopolski         |
| Zagłębie Piechcin               | 4:3          | LZS Kościelec Kujawski               |
| Orzeł Kcynia                    | 1:3          | Tarant Wójcin                        |
| Dąb Barcin                      | 7:1          | Spójnia Białe Błota                  |
| Notecianka II Pakość            | 4:1          | Snajper Rogowo                       |
| Noteć Inowrocław                | 0:1          | Kolorowi Krusza Zamkowa              |

## II runda
| Gospodarz                      | Wynik        | Gość                      |
| ------------------------------ | ------------ | ------------------------- |
| Myśliwiec Gostycyn             | 2-4          | Noteć Gębice              |
| Łokietek Wierzchucin Królewski | 3:6          | Gopło Kruszwica           |
| Olimpia Dąbrowa                | 4:0 (wo.)    | Cukrownik Tuczno          |
| Notecianka II Pakość           | 1:7          | Fala Świekatowo           |
| Zagłębie Piechcin              | 2:3          | Dąb Barcin                |
| Kolorowi Krusza Zamkowa        | 0:11         | Gryf Sicienko             |
| Piast Kołodziejewo             | 5:0          | PG Sport Bydgoszcz        |
| Sędziowie K-PZPN Bydgoszcz     | 3:2          | Kujawy Markowice          |
| Sokół Nowy Dwór                | 1:4          | Pałuczanka Żnin           |
| Gryf II Sicienko               | 1:7          | Rawys Raciąż              |
| Tęcza Wiąg                     | 0:5          | Zawisza II Bydgoszcz      |
| Burza Nowa Wieś Wielka         | 3:5          | Tarant Wójcin             |
| Pomorzanin II Serock           | 0:5          | GLKS Dobrcz               |
| Zieloni Zalesie                | 0:3          | MUKS CWZS Bydgoszcz       |
| Dąb Potulice                   | 1:1 (k. 7:6) | Krajna Sępólno Krajeńskie |
| Dąb Bąkowo/Dąbrowa Biskupia    | 3:3 (k. 4:2) | Piaski Bydgoszcz          |
| Kujawiak Sukowy                | 3:0 (wo.)    | Victoria Koronowo         |
| Chemik II Bydgoszcz            | 3:0          | Orłowianka Orłowo         |
| Gmina Kamień Krajeński         | 2:4          | LKS Dąbrowa Chełmińska    |
| Zawisza III Bydgoszcz          | 3:3 (k. 2:4) | Unia Gniewkowo            |
| Iskra Zamość-Rynarzewo         | 0:3          | Notecianka Pakość         |

## III runda
| Gospodarz                  | Wynik        | Gość                        |
| -------------------------- | ------------ | --------------------------- |
| Dąb Potulice               | 2-3          | Rawys Raciąż                |
| Notecianka Pakość          | 1:0          | Pałuczanka Żnin             |
| Gryf Sicienko              | 0:2          | MUKS CWZS Bydgoszcz         |
| Sędziowie K-PZPN Bydgoszcz | 3:5          | Dąb Bąkowo/Dąbrowa Biskupia |
| LKS Dąbrowa Chełmińska     | 3:3 (k. 5:6) | Gopło Kruszwica             |
| Chemik II Bydgoszcz        | 1:2          | Pogoń Mogilno               |
| Unia Gniewkowo             | 0:3          | Wda Świecie                 |
| Tarant Wójcin              | 0:12         | Zawisza Bydgoszcz           |
| Kujawiak Sukowy            | 0:11         | Polonia Bydgoszcz           |
| Zawisza II Bydgoszcz       | 2:2 (k. 5:6) | Start Pruszcz               |
| GLKS Dobrcz                | 2:2 (k. 8:7) | Cuiavia Inowrocław          |
| Fala Świekatowo            | 0:6          | Unia Solec Kujawski         |
| Piast Kołodziejewo         | 0:4          | Chemik Bydgoszcz            |
| Noteć Gębice               | 1:0          | Tarpan Mrocza               |
| Dąb Barcin                 | 3:2          | Pomorzanin Serock           |
| Olimpia Dąbrowa            | 2:7          | Noteć Łabiszyn              |

## IV runda
| Gospodarz                   | Wynik | Gość                |
| --------------------------- | ----- | ------------------- |
| Noteć Gębice                | 4-2   | Polonia Bydgoszcz   |
| Dąb Bąkowo/Dąbrowa Biskupia | 0:4   | Unia Solec Kujawski |
| Rawys Raciąż                | 0:8   | Zawisza Bydgoszcz   |
| Notecianka Pakość           | 2:0   | Noteć Łabiszyn      |
| Dąb Barcin                  | 1:2   | GLKS Dobrcz         |
| Pogoń Mogilno               | 4:2   | Start Pruszcz       |
| Chemik Bydgoszcz            | 0:4   | Wda Świecie         |
| MUKS CWZS Bydgoszcz         | 5:1   | Gopło Kruszwica     |